# Friedrich (Herzog, 1701)

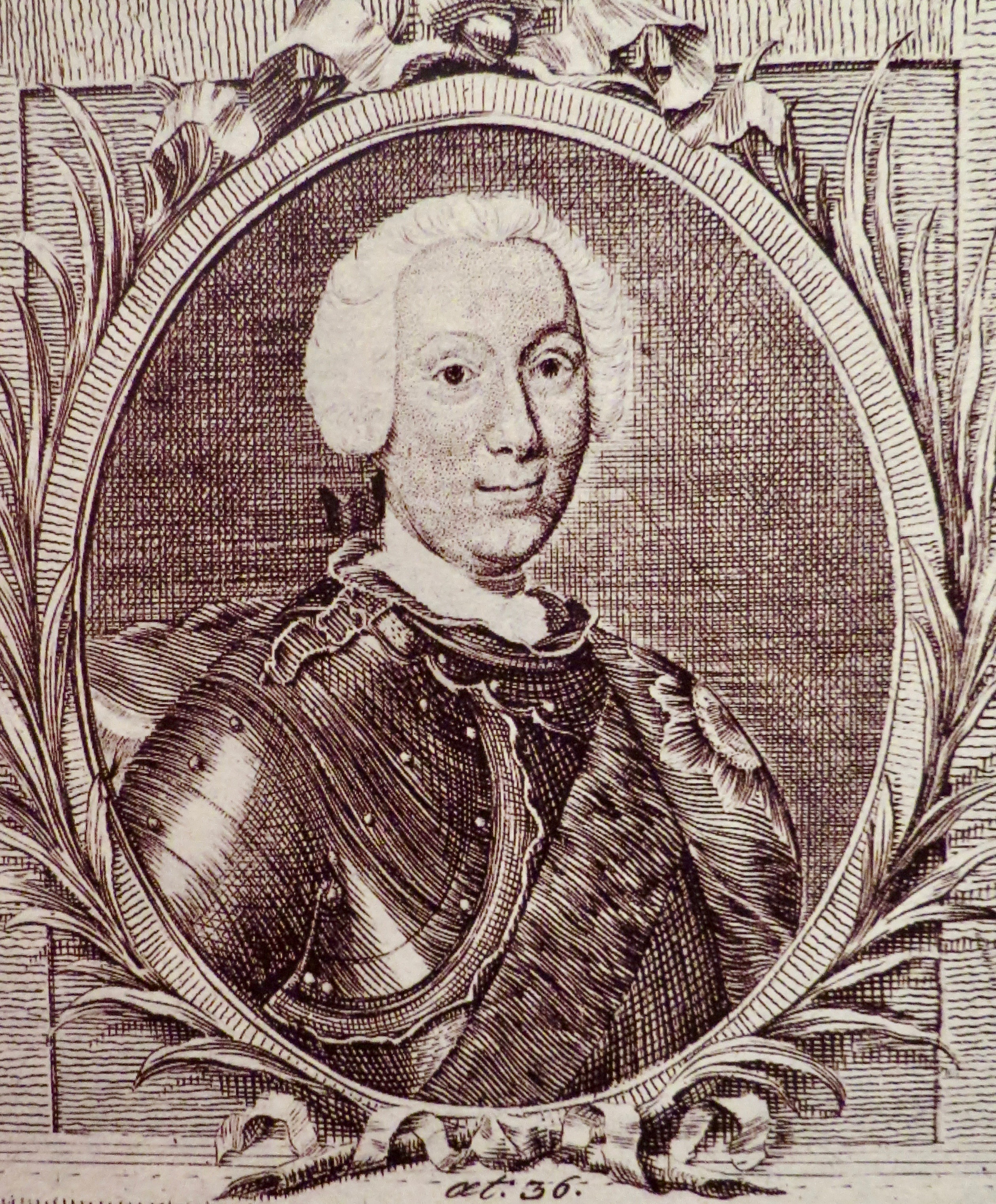
Friedrich von Schleswig-Holstein-Sonderburg-Glücksburg, Kupferstich von Andreas Stöttrup

Friedrich von Schleswig-Holstein-Sonderburg-Glücksburg (* 1. April 1701 in Glücksburg; † 11. November 1766 ebenda) war Herzog des abgeteilten Herzogtums Schleswig-Holstein-Sonderburg-Glücksburg.

## Leben
Er war ein Sohn des Herzogs Philipp Ernst (* 5. Mai 1673; † 12. November 1729) und dessen erster Ehefrau Christiane von Sachsen-Eisenberg (* 4. März 1679; † 24. Mai 1722), Tochter des Herzogs Christian von Sachsen-Eisenberg.
Schon in jüngsten Jahren war er für die Armee vorgesehen. Er wurde bereits am 28. September 1716 Hauptmann der Leibgarde der dänischen Königin und am 24. Dezember 1717 wirklicher Hauptmann der Leibgarde zu Fuß und Kompaniechef. In den Jahren 1719 war 1724 war er auf Kavalierstour durch Italien, Deutschland und Holland. Noch bevor er seine Tour ganz beendet hatte, wurde er am 39. März 1723 Oberstleutnant im Leibregiment der König, eine Kompanie erhielt er aber erst am 18. Juni 1725, und am 6. Dezember 1728 wurde er wirklicher Oberstleutnant. Er gab diese Stelle 1729 auf, als er nach dem Tod seines Vaters das Paragium erbte. Er wurde am 11. Juni 1729 Oberst über das geworbene Oldenburgische Regiment zu Fuß. Am 4. Juli 1736 erhielt er den Elephanten-Orden mit der Devise par le grace de Dieu et du roy. Nach einigen Jahren wurde er Generalmajor, und am 28. Oktober 1749 Generalleutnant und den 31. März 1758 General der Infanterie. Das Oldenburgische Regiment gab er erst 1760 auf. Am 5. März 1766 erhielt er seinen Abschied und starb am 11. November nach achttägiger Krankheit.
Bereits im Jahr 1749 verkaufte er dem dänische König gegen Geld die Insel Årø, die bisher zu Schleswig-Holstein-Sonderburg-Glücksburg gehört hatte. 

## Familie
Er heiratete am 19. Juni 1745 die Gräfin Henriette Auguste zu Lippe-Detmold (* 31. Dezember 1725; † 12. April 1777) eine Tochter des Grafen Simon Heinrich Adolf zu Lippe-Detmold. Das Paar hatte folgende Kinder:
- Sophie Magdalene (* 22. März 1746; † 21. März 1810), Äbtissin des Klosters Wallöe auf Seeland
- Friedrich Heinrich Wilhelm (* 15. März 1747; † 13. März 1779) ⚭ Anne Karoline von Nassau-Saarbrücken (1751–1824), Tochter von Wilhelm Heinrich von Nassau-Saarbrücken (1718–1768)
- Luise Charlotte (* 5. März 1749; † 30. März 1812) ⚭ Fürst Karl Georg von Anhalt-Köthen (1730–1789), Feldmarschalleutnant
- Juliana Wilhelmine (* 30. April 1754; † 14. September 1823) ⚭ Prinz Ludwig von Bentheim-Steinfurt (1756–1817)
- Simon Ludwig (* 21. Juni 1756; † 23. September 1760)